# Мошарова, Екатерина Ивановна
Екатерина Ивановна Машарова (род. 13 декабря 1930, Ботыли, Нижегородский край) — передовик советского животноводства, овцевод колхоза «Ленинский путь» Нолинского района Кировской области, Герой Социалистического Труда (1966).

## Биография
Родилась 13 декабря 1930 года в селе Малые Ботыли Нолинского района Нижегородского края (ныне — в составе села Ботыли того же района Кировской области) в многодетной крестьянской семье (была четвёртым ребенком). Детство её пришлось на военные годы. Отец умер от фронтовых ран. Чтобы прокормиться семье, уже после окончания начальной школы Катя пошла работать в колхоз.
Трудилась так, что когда в 1953 году колхоз «Ленинский путь» стал базовым по выведению новой породы овец (впоследствии названной вятской тонкорунной) Машаровой доверили быть здесь овцеводкой. Когда в колхозе решили внедрить искусственное осеменение, ей предложили освоить специальность техника-осеменатора. Когда была выведена новая порода овец, настриг шерсти с каждой начал превышать 5 килограммов, а выход ягнят в расчете на сотню овец — свыше 130.
За такие результаты Екатерину Ивановну наградили серебряной медалью ВДНХ, а в марте 1966 года в Георгиевском зале Кремля ей вручили награду Героя Социалистического Труда. Совпало это с днями работы XXIII съезда КПСС, делегатом которого она была.
Впоследствии трудилась в коровнике, заведовала фермой и одновременно исполняла обязанности техника-осеменатора. Затем работала на птицефабрике птичницей и бригадиром яйцесклада. Даже при достижении пенсионного возраста Екатерина Ивановна еще пять лет трудилась в этом коллективе.
Екатерина Ивановна проживала с мужем, Михаилом Александровичем, в Нолинске. Воспитали двоих сыновей, имеют четырёх внуков и шесть правнуков.

## Награды
- Указом Президиума Верховного Совета СССР от 22 марта 1966 года за достигнутые успехи в развитии животноводства, увеличении производства и заготовок мяса, молока, яиц, шерсти и другой продукции Екатерине Ивановне Мошаровой было присвоено звание Героя Социалистического Труда с вручением ордена Ленина и золотой медали «Серп и Молот»[1].
- Награждена также медалью «За доблестный труд» и другими наградами.